# Gerd Tschochohei
Gerd Tschochohei (* 1943) ist ein deutscher Handballfunktionär und -trainer.
Tschochohei war als Handballspieler Mitglied der bayerischen Auswahl. Im Alter von 22 Jahren wurde er Landestrainer in Bayern. Er war Trainer in der Bundesliga.
1980 wurde er Damen-Bundestrainer und übte das Amt bis 1983 aus. 1984 übernahm Tschochohei im Bayerischen Handball-Verband (BHV) die Leitung der Technischen Kommission und wurde 1988 zum BHV-Vorsitzenden gewählt. Er stand in diesem Amt bis 2017 an der Verbandsspitze und erhielt im Mai 2017 den Titel BHV-Ehrenpräsident.
Im Deutschen Handballbund war Tschochohei Bundeslehrwart (1977 bis 1980), Mitglied im Schulausschuss, im Landesleistungsausschuss, im Sportbeirat, von 1997 bis 2003 Sprecher der Landes- und Regionalverbände, saß 2004 und 2005 im DHB-Entwicklungsrat und amtierte zwischen 2014 und 2017 als Vorsitzender der Strukturkommission. Von 2005 bis 2008 gehörte er ebenfalls dem Vorstand des Bayerischen Landessportverbands an. 2016 wurde Tschochohei der Bayerische Verdienstorden verliehen. Der Deutsche Handballbund zeichnete ihn 1999 mit der Goldenen Ehrennadel und 2017 als Ehrenmitglied aus.
2003 wurde ihm das Bundesverdienstkreuz am Bande verliehen, der Bayerische Landessportverband zeichnete ihn 2013 mit der Ehrennadel in Platin aus.